# Club Atlético Paraná
O Club Atlético Paraná, também conhecido simplesmente como Atlético Paraná, é um clube esportivo argentino localizado na cidade de Paraná, capital do departamento de mesmo nome e da província de Entre Ríos, na Argentina. Foi fundado em 16 de junho de 1907 e ostenta as cores           vermelho e branco.
Sua principal atividade esportiva é o futebol profissional. O clube disputa atualmente o Torneo Federal A, uma das duas ligas que compõem a terceira divisão do sistema de ligas de futebol argentino.
O clube manda seus jogos no estádio Pedro Mutio, do qual é proprietário, e cuja inauguração ocorreu em 1919. A praça esportiva, também localizada na cidade de Paraná, conta com capacidade para 6 000 espectadores.

## Títulos
| NACIONAIS | NACIONAIS          | NACIONAIS  | NACIONAIS | NACIONAIS  | NACIONAIS |
| Divisão   | Competição         | Associação | Títulos   | Temporadas | Ref.      |
| --------- | ------------------ | ---------- | --------- | ---------- | --------- |
| Quarta    | Torneo Argentino B | CFFA (AFA) | 1         | 2013–14    | [ 8 ]     |